# Palestina (região)

Fronteiras da Síria Palestina romana, onde a linha verde tracejada mostra o limite entre a Palestina Prima bizantina (depois Junde de Filastine) e a Palestina Secunda (depois Junde de Urdune), assim como da Palestina Salutar (depois Jebel et-Tih e Jifar)
Fronteiras do Mandato da Palestina
Fronteiras do Estado da Palestina (Cisjordânia e Faixa de Gaza)

Palestina (em árabe: فلسطين, translit. Filasṭīn; em hebraico:  פלשתינה; em grego:  Παλαιστίνη, transl. Palaistinē, e em latim: Palæstina), também chamada de Palestina histórica, é a denominação dada pelo Império Romano a partir de um nome hebraico bíblico, a uma região do Oriente Médio situada entre a costa oriental do Mediterrâneo e as atuais fronteiras ocidentais do Iraque e Arábia Saudita, hoje compondo os territórios da Jordânia e Israel, além do sul do Líbano e os territórios da Faixa de Gaza e Cisjordânia.
A área correspondente à Palestina até 1948 encontra-se hoje dividida em três partes: uma parte integra o Estado de Israel; outra a atual Jordânia e duas outras (a Faixa de Gaza e a Cisjordânia), de maioria de árabes palestinos, deveriam integrar um estado palestino a ser criado - de acordo com a lei internacional, bem como as determinações das Nações Unidas, o Reino Unido. Em 1967, a Faixa de Gaza e a Cisjordânia foram conquistadas por Israel ao Egito e à Jordânia respetivamente, após a Guerra dos Seis Dias. E, posteriormente, a Faixa de Gaza, em 2005, foi entregue à Autoridade Palestina. Já a Cisjordânia, chamada pelo governo israelense de Judeia e Samaria, possui partes de territórios soberanos palestinos e parte de territórios com habitantes israelenses estabelecidos na conquista do território.
Há alguns anos, porções dispersas dessas duas áreas foram oferecidas por Israel e passaram a ser administradas pela Autoridade Palestina, mas, devido aos ataques violentos dos palestinos, esses territórios e sua população estão sob constante observação. A população palestina dispersa pelos países árabes em campos de refugiados, ou situados nos territórios de Gaza e Cisjordânia, é estimada em 5 milhões de pessoas.

## Etimologia
A região era chamada de Palastu pelos assírios.
A palavra Palestina deriva do grego Filístia (Philistia), nome dado pelos autores da Grécia Antiga a esta região, devido ao facto de em parte dela (entre a actual cidade de Tel Aviv e Gaza) se terem fixado no século XII a.C. os filisteus.
Os filisteus não eram semitas bem como não mantêm relações com os atuais palestinos e sua provável origem é creto-miceniana, uma das mais conhecidas (embora recorrentemente mencionadas) vagas dos chamados "Povos do Mar" que se estabeleceram em várias partes do litoral sul do mar Mediterrâneo, incluindo a área hoje conhecida como Faixa de Gaza. Segundo a tradição bíblica os filisteus seriam oriundos de Caftor, termo associado à ilha de Creta. Este povo é igualmente referido nos escritos do Antigo Egito com o nome de prst, por onde também passaram e foram repelidos.
No século II, os romanos utilizaram o termo Síria Palestina para se referirem à parte sul da província romana da Síria. O termo entraria posteriormente na língua árabe e é usado desde então para se referir a esta região. Foi onde nasceu o Cristianismo. Mas o termo Palestina para se referir a uma nação surgiu nos anos 40 quando começou o processo de descolonização do Oriente Médio.

## História

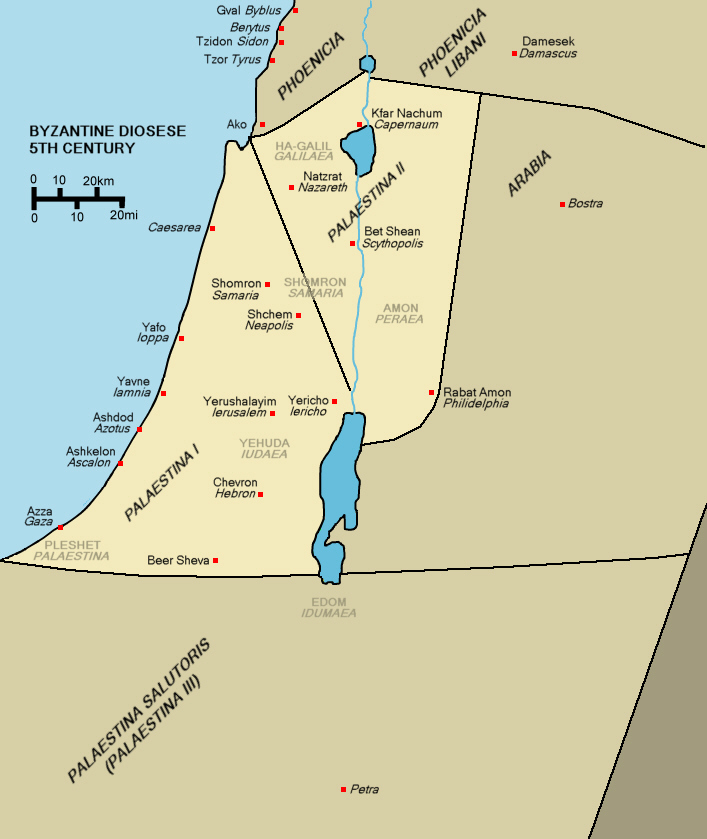
Área geográfica da Palestina, conforme definida pelo Império Bizantino, no final do século IV, com as fronteiras das dioceses da Palestina Prima e Palestina Secunda

A Palestina, sendo um estreito trecho de favorável passagem entre a África e Ásia, foi palco de um grande número de conquistas, pelos mais variados povos, por se constituir num corredor natural para os antigos exércitos. Em meados do século XV a.C. a região é conquistada pelo faraó Tutemés III, mas será perdida antes de completar 18 de dinastia, para ser novamente reconquistada por Seti I e por Ramessés II. Com o enfraquecimento do poder egípcio em finais do século XIII a.C., a região será invadida pelos Povos do Mar. Um destes povos, os filisteus, fixa-se junto à costa onde constroem pequenas cidades. Contemporânea a esta invasão é a chegada das tribos hebraicas, lideradas por Josué. A sua instalação no interior gerou guerras com os filisteus, que se recusam a aceitar a presença hebraica.
As tribos hebraicas decidem então unir-se para formar uma monarquia, cujo primeiro rei é Saul. O seu sucessor, David (início do I milénio a.C.) derrota finalmente os filisteus e fixa a capital do reino em Jerusalém. Durante o reinado do seu filho, Salomão, o reino vive um período de prosperidade, mas com a sua morte é dividido em duas partes: a norte, surgirá o reino de Israel (com capital em Samaria) e a sul, o reino de Judá (com capital em Jerusalém).
Abrevie-se para afirmar que, salvo breves intervalos, a região foi dominada por outras potências tais como a Assíria (722 a.C.), os babilônicos (fins do século VII a.C.), os persas aquemênidas (539 a.C.), os greco/macedónios (331 a.C. permanecendo em poder dos ptolomaicos de 320 a 220 a.C. e dos Selêucidas de 220 a 142 a.C.) passando por uma retomada pelos locais Asmoneus que dominaram daí até o ano de 63 a.C. quando sobreveio o domínio romano.
No ano de 66 d.C. inicia-se uma rebelião dos judeus que foi fortemente reprimida pelos romanos, com a destruição do templo de Iavé, no ano de 70. Só no ano de 131 a pax romana seria novamente abalada por rebeliões ao fim das quais o imperador Adriano rebatizou Jerusalém de Colônia Élia Capitolina, e a Judeia foi incorporada à nova Síria Palestina.
Passando pela divisão do Império Romano, a região viveu entre 324 e 638, extrema prosperidade e crescimento demográfico, sendo de se considerar que a esta altura a população era de maioria cristã, aliás, religião oficial do Império Bizantino, além da presença judaica sempre presente na região. No ano de 614 a região acaba de ser ocupada pelos persas Sassânidas que mantém seu jugo até o ano de 628 e no ano de 638 toda a região está sob o domínio árabe muçulmano.
De 1517 a 1917 o Império Otomano controla toda região (incluindo Síria e Líbano). No século XIX (1850 em diante), judeus perseguidos nos territórios onde estavam refugiados, começam a voltar para a região juntando-se aos judeus que já estabelecidos ali, dando surgimento a novas cidades como rishon letzion e no crescimento de comunidades com as de Mea Shearim. Ao mesmo tempo, fortes movimentos migratórios oriundos dos territórios sírios e de países árabes vizinhos, forçados pela escassez em seus territórios, também fizeram a população árabe local dar saltos populacionais.

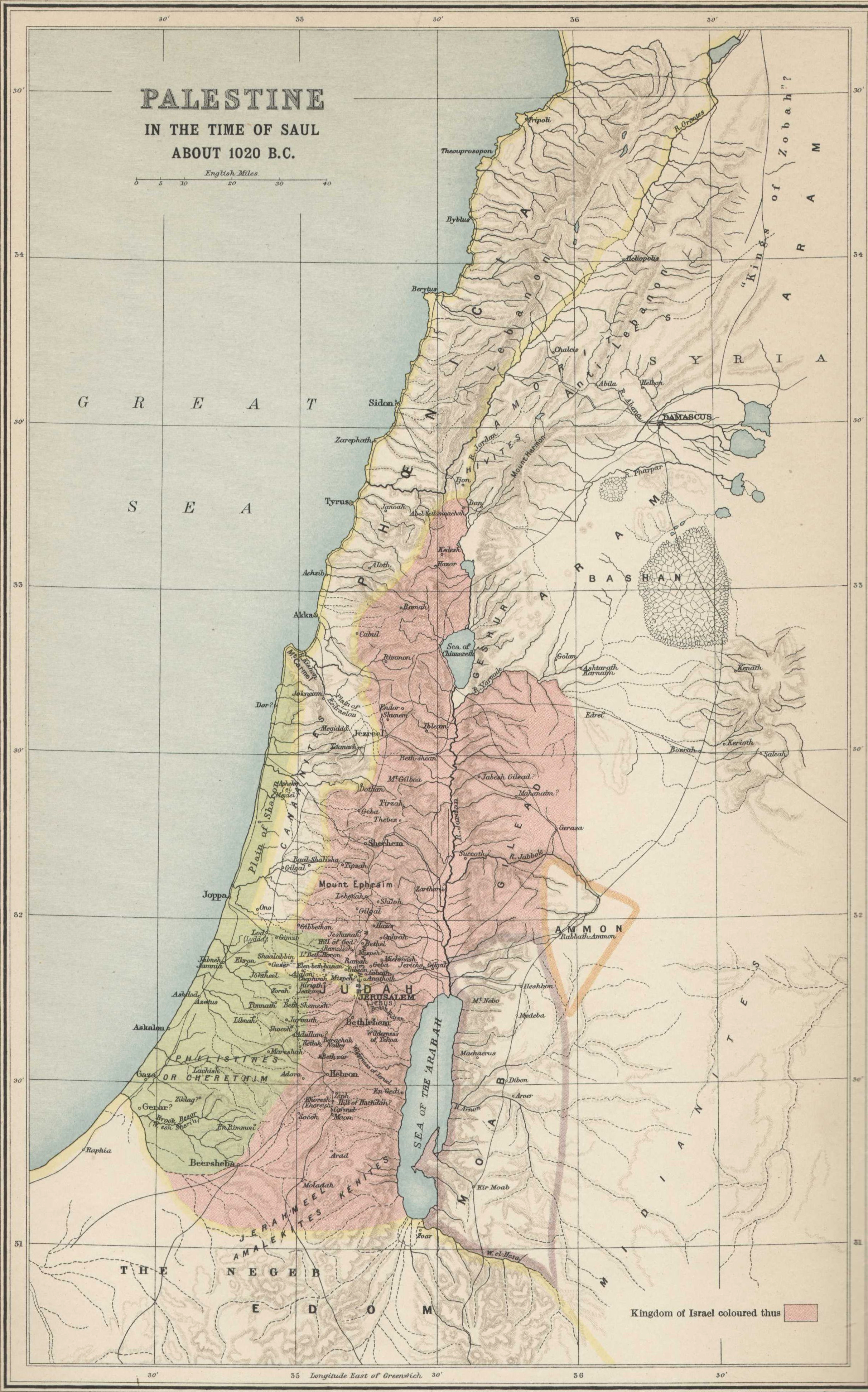
Mapa da Palestina Bíblica

Durante a Primeira Guerra Mundial, o Império Otomano, que apoiava a Alemanha, foi derrotado e expulso do Oriente Médio pelas tropas aliadas, com apoio dos povos árabes. Por esse apoio, os árabes obtiveram a promessa, por parte dos Aliados, de reconstituição de um estado árabe, totalmente independente da Turquia. Todavia, no final da guerra, foram instituídos mandatos britânicos e franceses para as regiões que hoje correspondem a Síria, Iraque, Líbano, Palestina e Jordânia, cujas fronteiras artificiais foram devidamente reconhecidas pela Liga das Nações.
Em 1923 a Grã-Bretanha divide a sua zona em dois distritos administrativos, separados pelo rio Jordão, sendo que os Judeus apenas seriam permitidos na zona costeira, a oeste do rio (cerca de 25% da parte britânica). Os árabes rejeitam a divisão, receando tornar-se uma minoria e incitados pelo crescente nacionalismo árabe no médio oriente, assim como apoiando-se no acordo pós 1ª Guerra Mundial.
A Grã-Bretanha entrega a resolução do problema às Nações Unidas em 1947. A Assembleia Geral das Nações Unidas determina a partilha da parte ocidental da Palestina (os 25% em disputa) entre um Estado judeu e outro Estado árabe, através da resolução 181. Os árabes recusam esta partilha. A 14 de maio de 1948, os israelitas declaram a constituição do estado de Israel levando à declaração de guerra por parte de Egito, Jordânia, Síria, Líbano, Arábia Saudita, Iraque e Iêmen. Nos 19 meses seguintes, na chamada Guerra da Independência, Israel sairia vencedor, conquistando um território maior do que o inicialmente proposto pelas Nações Unidas, dois anos antes. Egito e Jordânia ocupam a parte restante do antigo território do Mandato Britânico da Palestina. 
Em 1967, em meio ao crescimento das tensões entre os países árabes e Israel, a força aérea israelense lança uma grande ofensiva contra as bases da força aérea egípcia no Sinai, dando início à chamada Guerra dos seis dias. Além do Egito, Jordânia e Síria, juntamente com Líbano, Arábia Saudita e Iraque também mobilizam os seus exércitos para a guerra. Afinal, Israel derrota os exércitos árabes em outras tantas frentes, ocupando a península do Sinai (Egito), as Colinas de Golã (Síria) e a Cisjordânia (Jordânia), incluindo Jerusalém. A partir de então, Israel adota uma política de colonização das áreas ocupadas, construindo as casas para os seus cidadãos.
O presidente americano Jimmy Carter, em 1978, juntou o presidente egípcio Anwar Al Sadat e o primeiro-ministro israelita (Menachem Begin) em Camp David, a fim de estabelecer o primeiro tratado de paz entre israelenses e árabes. Foi então acordada a devolução da península do Sinai, retirada das colônias israelenses ali existentes. Em 1982, Israel devolve a península do Sinai ao Egito.

### Domínio árabe
Ao contrário de várias potências que por ali só estenderam seu domínio de passagem, às vezes legando a administração da região a potentados locais, os árabes, à semelhança dos judeus, estabeleceram-se na região, e o primeiro elemento cultural que introduziram foi a língua, que, aparentada com o aramaico, obteve fácil aceitação.
Desde o ano de 660 até 750, vigorou o Califado Omíada, cuja capital era Damasco datando daí a construção do Nobre Santuário na região dos templos judaicos (Har Hamoriah) e chamada pelos árabes de Esplanada das Mesquitas em Jerusalém (cidade fundada pelos judeus), substituída pela dinastia dos abássidas cuja capital era Bagdá que dominou até o ano de 974, seguindo-se a Califado Fatímida que perduraram até o ano 1071.
Ao fim do longo domínio árabe de mais de quatro séculos, a religião islâmica em sua campanha de massificação acabou amplamente majoritária, seguindo-se de uma pequena minoria de cristãos e judeus, até quando, no ano de 1072, sobreveio a conquista da região pelos turcos seldjúcidas que tinham capital em Bagdá.
No ano 1099 com a Primeira Cruzada europeus conquistaram Jerusalém e lá estabeleceram o seu domínio sob o nome de Reino Latino de Jerusalém cuja existência periclitante em meio à sociedade islâmica se demorou até o ano de 1187 quando a cidade foi reconquistada por Saladino.

### Império Otomano
Após a expulsão dos Cruzados, a Palestina tornou-se parte do Sultanato mameluco do Egito, integrada no distrito (vilaiete) de Damasco.
Sob a administração mameluca a região viveu cerca de cem anos de prosperidade, com a consequente reconstrução de escolas, mesquitas destruídas ou negligenciadas durante o período dos Cruzados. Em torno de 1382 a expansão territorial dos Mamelucos leva-os a confrontarem os Mongóis, e posteriormente os Otomanos. Estas campanhas vão estender-se até 1516, quando as forças do Sultão Selim I derrotam os Mamelucos na batalha de Marj Dabiq, e ocupam a totalidade da Palestina.
Durante os próximos 400 anos, o nome Palestina praticamente desaparece, pois a designação oficial sob a administração turca, uma vez que estes dividem o território em subprovíncias (vilaiete) que recebiam o nome da sua cidade capital (ex.: vilaiete de Sidom).
Em 1799, durante a Guerras Napoleónicas, e no âmbito da Campanha do Egito, as tropas napoleónicas invadem por pouco mais de um mês as cidades de Jafa, Haifa e Cesareia; é ainda nesta altura, durante o cerco a Acre, que um estadista europeu publicamente avança com a ideia de um estado judaico na região palestina. De facto, Napoleão tinha uma proclamação preparada nesse sentido, mas nunca chegou a ser publicada.

Extensão do Império Otomano

Entre 1832 e 1840 esteve sob administração do Quedivado do Egito de Maomé Ali, voltando à dependência directa do Império Otomano no fim desse período.
Em 1873 a região é reorganizada administrativamente, sendo dividida em três grandes áreas: a Norte, de Jafa a Jericó e o Rio Jordão a pertencer ao vilaiete de Beirute. De Jafa, ao longo da costa até ao Sinai, pertencia ao distrito de Jerusalém, enquanto o restante território Península do Sinai, Deserto de Negueve pertencia ao vilaiete de Hijaz, que se estendia até à parte ocidental da Arábia.
É também em torno desta data que devido às perseguições, os primeiros emigrantes judeus europeus, sionistas, começam a voltar à região palestina e se juntam aos milhares de judeus locais estabelecidos ai. A escola Mikveh Israel tinha sida fundada em 1870 pela Alliance Israélite Universelle, com o objectivo de ensinar aos colonos como cultivar a terra, por forma a obter os melhores resultados. As terras cultivadas por estes colonos eram compradas diretamente da administração Turca.
Apesar das designações oficiais, o termo 'Palestina' foi utilizado informalmente, em sentido lato, não só pelas populações locais como, em algumas situações, também pelos Otomanos; a partir do século XIX a expressão Arz-i Filistin (A Terra da Palestina) aparece em vários documentos oficiais para indicar uma região a oeste do Rio Jordão
O Império Otomano era um dos membros da Tríplice Aliança e, portanto, inimigo da Inglaterra na Primeira Guerra Mundial. Os ingleses, sobretudo a partir do Egito lançaram várias ofensivas contra os otomanos, nomeadamente através das ações de Lawrence da Arábia, o qual, à frente das forças árabes, conquista a região, chegando até Damasco a 1º de outubro de 1918. Contudo, um ano antes, a 2 de novembro de 1917, o então ministro britânico dos Assuntos Estrangeiros, Arthur James Balfour, havia enviado a Lord Rothschild a carta, conhecida como a Declaração Balfour, na qual comprometia a Inglaterra na criação de um estado judaico.
Com o Tratado de Versalhes a Palestina, no seu sentido lato, é dividida entre a França (que ocuparia os atuais Libano e Síria) e a Inglaterra. O enquadramento legal dessa situação será dado pelo Mandato Britânico na Palestina, por decisão da Sociedade das Nações, que, com base no Acordo Sykes-Picot previa que a Palestina seria colocada sob administração internacional. Tal situação manter-se-ia até ao final da Segunda Guerra Mundial.

### Do Mandato Britânico a Israel

Mandato Britânico da Palestina

Apoiado no Mandato Britânico na Palestina, o Reino Unido estabelece uma administração semicolonial, que, apesar da Declaração Balfour, é reticente quanto à emigração judaica, no intuito de apaziguar a reação da população árabe. Esta já se considerava traída depois da quebra das promessas de reconhecimento da soberania da nação árabe - feitas por Lawrence da Arábia a Faiçal. Isto porque, após a Primeira Guerra Mundial, os territórios árabes do antigo Império Otomano acabaram por ser divididos em mandatos da França (Síria e Líbano) e do Reino Unido (Palestina e Mesopotâmia). A esse sentimento, somava-se o receio de que a emigração de judeus, em massa, para a Palestina, resultasse afinal na formação de um estado judeu, com a consequente expulsão da população árabe.
A insatisfação é crescente entre os grupos de sionistas. Então, já em 1931, surge o primeiro grupo militante conhecido como tal, o Irgun. Essa força paramilitar sionista consistia em apressar a criação do estado de Israel pela imposição da força, resistindo aos ataques árabes e ao mesmo tempo forçando a expulsão dos britânicos que os haviam "traído".
A ascensão do Nazismo e as perseguições aos judeus aumentam a pressão migratória sobre a administração inglesa, que, face a uma crescente oposição árabe, à qual não é estranha a ajuda nazi ao Grão-Mufti de Jerusalém, Mohammad Amin al-Husayni, na propaganda antijudaica, fecha cada vez mais os portos, chegando mesmo a repatriar emigrantes judeus para a Alemanha nazi.

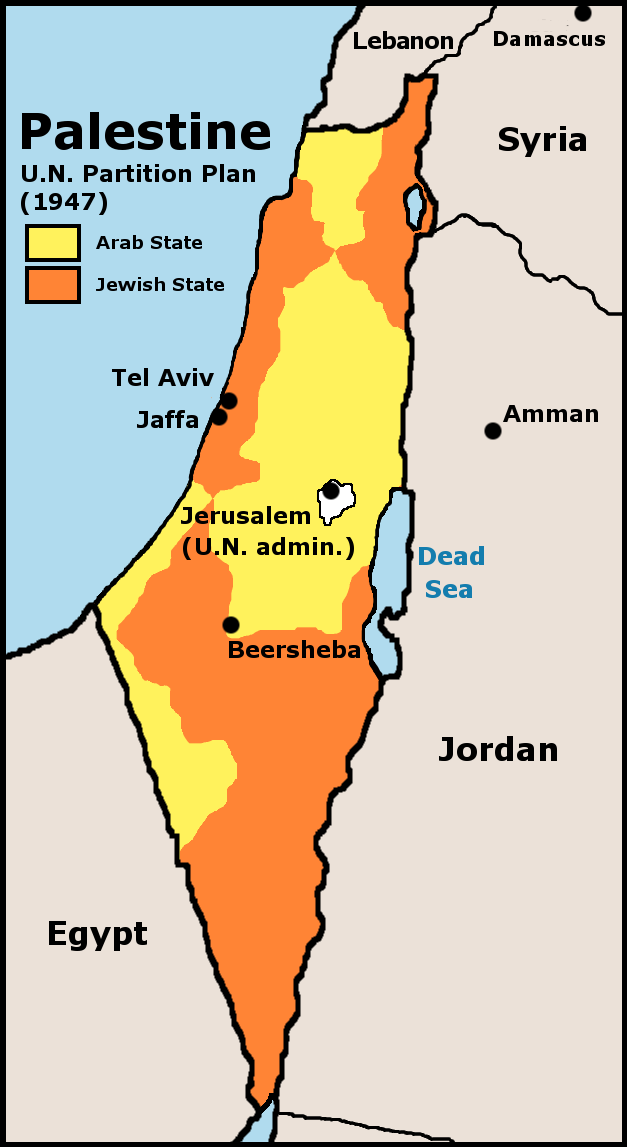
Plano da ONU para a partição da Palestina de 1947

No final da Segunda Guerra Mundial, os sobreviventes do Holocausto são impedidos de voltar para a região palestina pela administração britânica. Os ânimos de ambos os lados exaltam-se e são acompanhados por uma escalada de violência que a Inglaterra já não consegue conter.
O Reino Unido, enfraquecido pela guerra e debilitado pela ação dos grupos militantes judaicos - que, após uma trégua durante a guerra, regressam mais ativos e combativos no apoio à emigração clandestina e na luta armada - e de grupos militantes árabes igualmente ativos na campanha de povoar / colonizar o território com o maior número de árabes possível, entrega a administração da região palestina à recém-criada Organização das Nações Unidas (ONU).
O aumento dos conflitos entre judeus, ingleses e árabes forçou a reunião da Assembleia Geral da ONU, realizada em 29 de novembro de 1947, que deliberou a partição da região palestina em dois estados, um judeu e outro árabe, que deveriam formar uma união econômica e aduaneira.
A 14 de maio de 1948 David Ben-Gurion proclama a constituição do Estado de Israel, ao assinar a Declaração de Independência. A Liga Árabe recusa esta partilha.

### Da Fundação de Israel à atualidade

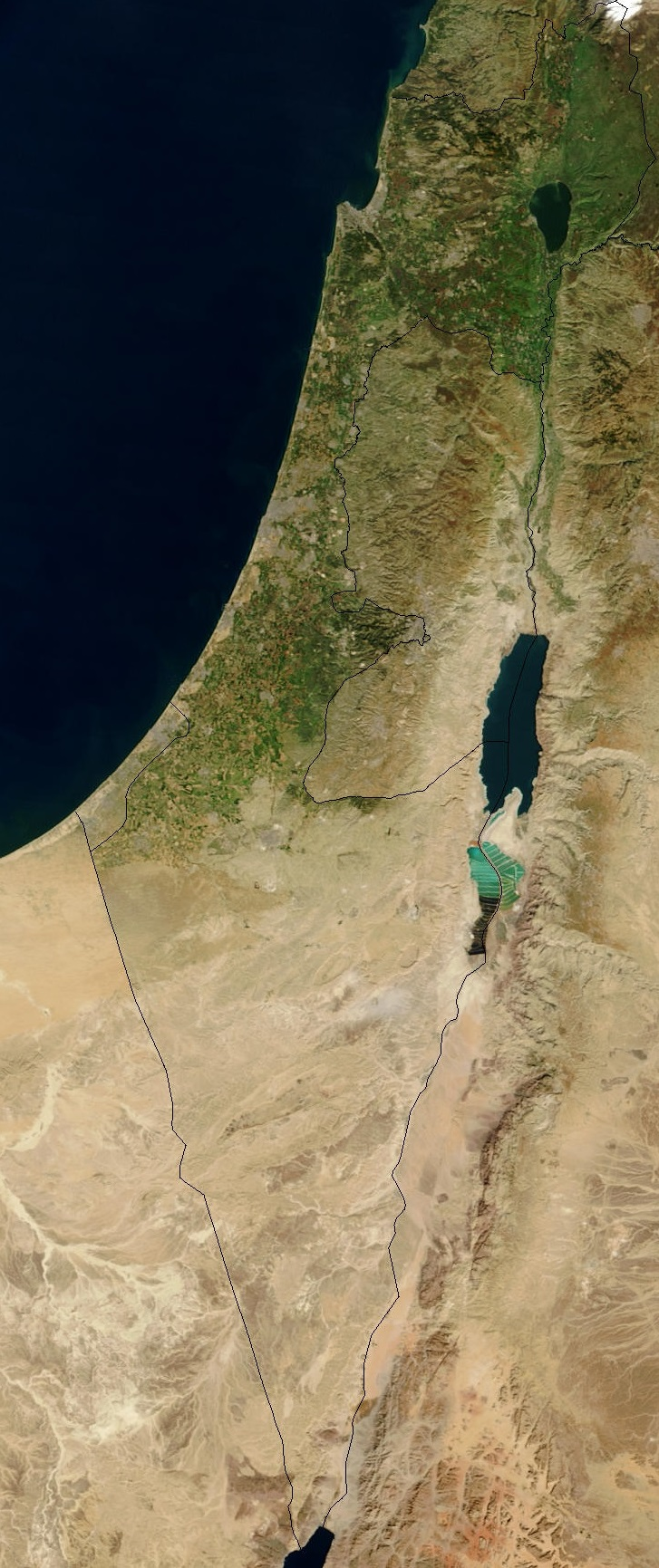
Imagem de satélite da Palestina em 2003

Em 15 de maio de 1948, um dia depois da fundação do Estado de Israel, sete exércitos de países da Liga Árabe atacaram Israel.
Durante a Guerra árabe-israelita, estimulada pelos países árabes, a maioria da população árabe da região da palestina se vê na esperança de que destruíssem o estado judeu e fogem para os países vizinhos (Líbano, Jordânia, Síria e Egito) em busca de segurança, para retornarem quando o território fosse "limpo" pelos países árabes. Com a inesperada e surpreendente vitória de Israel, a maioria desses refugiados, cerca de 750 mil, continua a não aceitar o estado de Israel e agora fica impedida de regressar às suas casas, pois a esperança de que pudessem tomar toda a terra para si, se transformara no oposto.

É na sequência do trabalho efetuado no apoio a estes refugiados que nasce o Alto Comissariado das Nações Unidas para os Refugiados.
Após um período inicial de estadia nos países árabes vizinhos, muitos destes refugiados traídos por seus próprios aliados, são expulsos desses países de acolhimento, dirigindo-se para o sul do Líbano, onde permanecem em campos de refugiados até hoje, não sendo integrados pelos países onde estão e passando o estatuto de refugiado de pais para filhos e de filhos para netos. Em 2009, os jornalistas Judith Miller e David Samuels, trabalhando para o The Independent, reportam a tragédia da diáspora palestiniana, que não é bem-vinda pelos seus vizinhos árabes, que, exceptuando o melhor caso da Jordânia, lhes negam os direitos mais básicos e impedem a cidadania. "Marginalizados, privados de direitos políticos e económicos básicos, presos nos campos, desprovidos de perspectivas realistas, fortemente armados (...)", como observou um relatório do grupo internacional de crises (ICG), no Líbano, "a população de refugiados constitui uma bomba-relógio." 
Em 1964, o Alto Comissariado da Palestina solicitou à Liga Árabe a fundação de uma Organização para a Libertação da Palestina (OLP), cujo missão estatutária é a destruição do Estado de Israel. Em 1988, a OLP proclamou o estabelecimento de um estado palestino. O principal líder da organização foi o egípcio Yasser Arafat, falecido em 2004. Arafat, após anos de luta contra Israel, resolveu abandonar a luta armada, a violência e o terrorismo e iniciou as negociações que levaram aos Acordos de Paz de Oslo.
Desde 1994 parte da Palestina está sob a administração da Autoridade Nacional Palestina, como resultado dos Acordos.
Atualmente a Faixa de Gaza é governada pelo primeiro-ministro Ismail Haniyeh, do Hamas, e a Cisjordânia (Judeia e Samaria) pelo presidente Mahmoud Abbas, do Fatah, tendo havido confrontos armados entre os dois grupos em Gaza em 2007.
Em 29 de novembro de 2012, 65 anos depois da Resolução 181, referente à partilha da Palestina, a Assembleia Geral das Nações Unidas, numa votação histórica, reconheceu os territórios ocupados pelos palestinos como Estado-não membro da ONU, status político igual ao do Vaticano. Na votação em que eram necessários apenas 97 votos a favor, com o apoio de 139 países, capitaneados na Europa pela França e tendo entre eles o Brasil, Angola e Portugal, o Estado Palestino teve seu reconhecimento feito para participar das reuniões da Organização como membro sem direito a voto. Além de Israel, os Estados Unidos, Canadá e a República Tcheca ficaram entre os nove votos contrários (e 41 abstenções) à resolução.